# Джерокай
Джерокай (адыг. Джыракъый) — аул в Шовгеновском районе Республики Адыгея России. Административный центр Джерокайского сельского поселения.

## География
Расположен на реке Фарс (на другом берегу хутор Свободный Труд), в 4 км юго-восточнее районного центра аула Хакуринохабля.

## История
Основан в 1864 году егерукаецами, гонимыми черкесским мухаджирством. Название происходит от имени собственного адыг. Джыракъ и аффикса адыг. ый, что переводится как «Аул Джирака». Основан

## Население
| 2002  | 2010  | 2013  | 2014  | 2015  | 2016  | 2017  |
| ----- | ----- | ----- | ----- | ----- | ----- | ----- |
| 1105  | ↗1157 | →1157 | ↘1153 | ↘1147 | ↘1126 | ↘1106 |
| 2018  | 2019  | 2020  | 2021  | 2023  | 2024  |       |
| ↘1098 | ↗1100 | ↗1116 | ↘1066 | ↘1059 | ↗1069 |       |

По данным Всероссийской переписи 2021 года:
| Народ               | Численность, чел. | Доля от всего населения, % |
| ------------------- | ----------------- | -------------------------- |
| адыги (черкесы)     | 988               | 92,68 %                    |
| русские             | 44                | 4,13 %                     |
| другие / не указано | 34                | 3,19 %                     |
| всего               | 1 066             | 100,0 %                    |

## Достопримечательности
- Спортивный комплекс «Чечан».
- Средняя общеобразовательная школа № 3.
- В центре аула находится одна из красивейших мечетей Адыгеи.
- Недалеко от аула похоронена первая женщина-революционерка Адыгеи Гощэунай Шовгенова.